# Distribución de la grasa ginoide

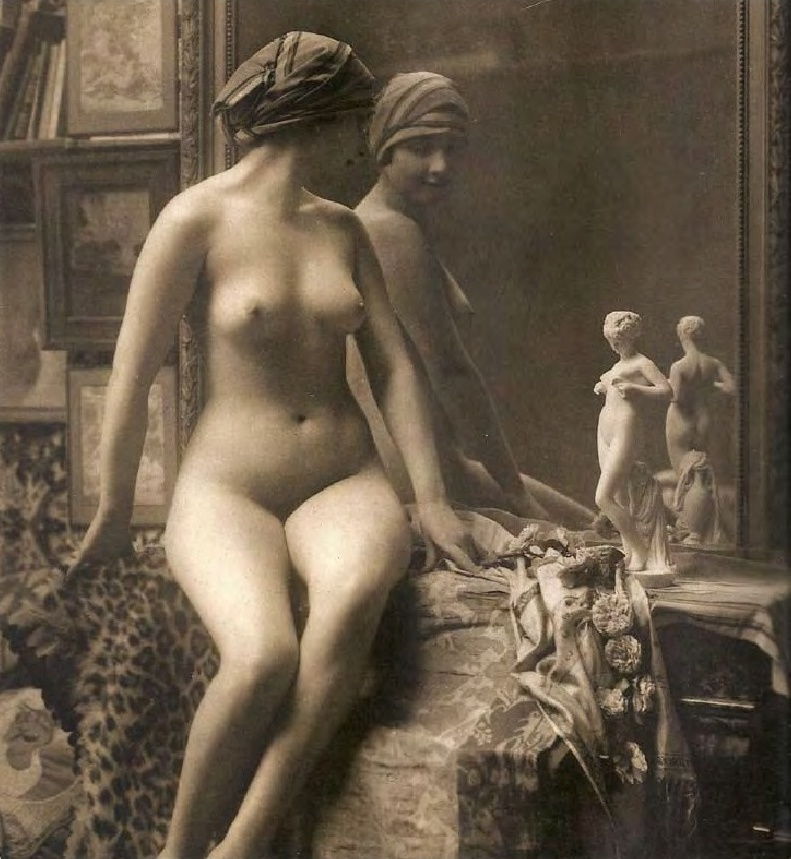
Fotografía desnuda de una mujer anónima de finales del.

La grasa ginoide es la grasa corporal que se forma alrededor de la parte inferior del cuerpo, específicamente en las caderas, los muslos y los glúteos.
La grasa ginoide en la mujer se utiliza para proporcionar alimento a su descendencia y a menudo se la denomina «grasa reproductiva». Esto se debe a que contiene ácidos grasos poliinsaturados (AGPI) de cadena larga, que son importantes en el desarrollo de los fetos.

## Características

### Composición
La grasa ginoide está compuesta principalmente de ácidos grasos poliinsaturados de cadena larga. Se propone que los bebés amamantados tienen más probabilidades de tener mayores capacidades cognitivas debido a que estos ácidos grasos están presentes en la leche materna, ya que se ha sugerido que ayudan al desarrollo temprano del cerebro en fetos y recién nacidos. Los ácidos grasos más notables que se encuentran en la leche materna humana son el ácido docosahexaenoico y el ácido araquidónico, que han demostrado desempeñar un papel crucial en la formación y el funcionamiento saludables de las neuronas.

### Ubicación
La grasa ginoide contribuye a la forma del cuerpo femenino que las niñas comienzan a desarrollar en la pubertad; se almacena en las caderas, los muslos y los glúteos. Este proceso es modulado por el estrógeno, la hormona sexual femenina, lo que hace que la forma femenina almacene mayores niveles de grasa que la forma masculina, que se ve afectada principalmente por la testosterona.

### Diferencia con la grasa androide
La ubicación de la grasa androide difiere en que se concentra alrededor de los depósitos de grasa internos y el tronco (incluido el tórax y el abdomen). La grasa androide tiene más bien un papel de supervivencia y el cuerpo la utiliza como fuente de energía cuando los suministros de energía son bajos, en contraste con las funciones reproductivas de la grasa ginoide.

## Función reproductiva
La grasa ginoide se considera una característica físicamente atractiva y sirve como indicador del potencial reproductivo de una mujer.
Se trata principalmente de una reserva de energía que se destina a la crianza de la descendencia, tanto para proporcionar recursos energéticos adecuados durante el embarazo como para el lactante durante la etapa en que se encuentra amamantando. Cuando no hay suficientes recursos energéticos en el medio ambiente o hay problemas de salud que requieren energía para combatirlos, es probable que el almacenamiento de grasa ginoide de una mujer se reduzca. Por lo tanto, una mujer con altos niveles de grasa ginoide, estaría indicando a los varones que está en un estado óptimo para la reproducción y la crianza de sus crías. Esto se puede observar en el hecho de que el índice cintura/cadera de una mujer está en su mínimo óptimo durante los períodos de máxima fertilidad (finales de la adolescencia y principios de la adultez), antes de aumentar más adelante en la vida.
A medida que la capacidad reproductiva de una mujer llega a su fin, la distribución de grasa dentro del cuerpo femenino comienza una transición desde el tipo ginoide a una distribución más de tipo androide. Esto se evidencia por el hecho de que los porcentajes de grasa androide son mucho más altos en las mujeres posmenopáusicas que en las premenopáusicas.

## Diferencias de sexo

### Dimorfismo sexual
La hormona estrógeno inhibe la colocación de grasa en la región abdominal del cuerpo y estimula la colocación de grasa en las áreas glúteofemorales (las nalgas y las caderas). Ciertos desequilibrios hormonales pueden afectar la distribución de grasa tanto en hombres como en mujeres.
Las mujeres con síndrome de ovario poliquístico, caracterizado por niveles bajos de estrógeno, muestran distribuciones de grasa más propias de tipo masculino, como un mayor índice cintura/cadera. Por el contrario, los hombres que reciben tratamiento con estrógeno para contrarrestar enfermedades relacionadas con la testosterona, como el cáncer de próstata, pueden experimentar una reducción en su índice cintura/cadera.
Las diferencias en la grasa ginoide entre hombres y mujeres se pueden ver en la típica «figura de reloj de arena» de una mujer, en comparación con el triángulo invertido que es típico de la figura masculina. Las mujeres suelen tener un porcentaje de grasa corporal mayor que los hombres, y se cree que la deposición de grasa en áreas específicas está controlada por las hormonas sexuales y la hormona del crecimiento (GH).
Se pensaba que el dimorfismo sexual en la distribución de la grasa ginoide surgía alrededor de la pubertad, pero a 2005 se ha descubierto que existía antes.

### En personas transgénero
Los hombres transgénero y aquellos que comienzan una terapia hormonal masculinizante ven una redistribución de la grasa corporal en un plazo de 3 a 6 meses. En un plazo de 5 años, la testosterona puede provocar que la grasa ginoide se reduzca significativamente.
Por el contrario, las mujeres transgénero, o aquellas que comienzan una terapia hormonal feminizante, experimentan la formación de grasa ginoide junto con el desarrollo natural de los senos.

## Relevancia en el atractivo de las mujeres

### Índice cintura/cadera

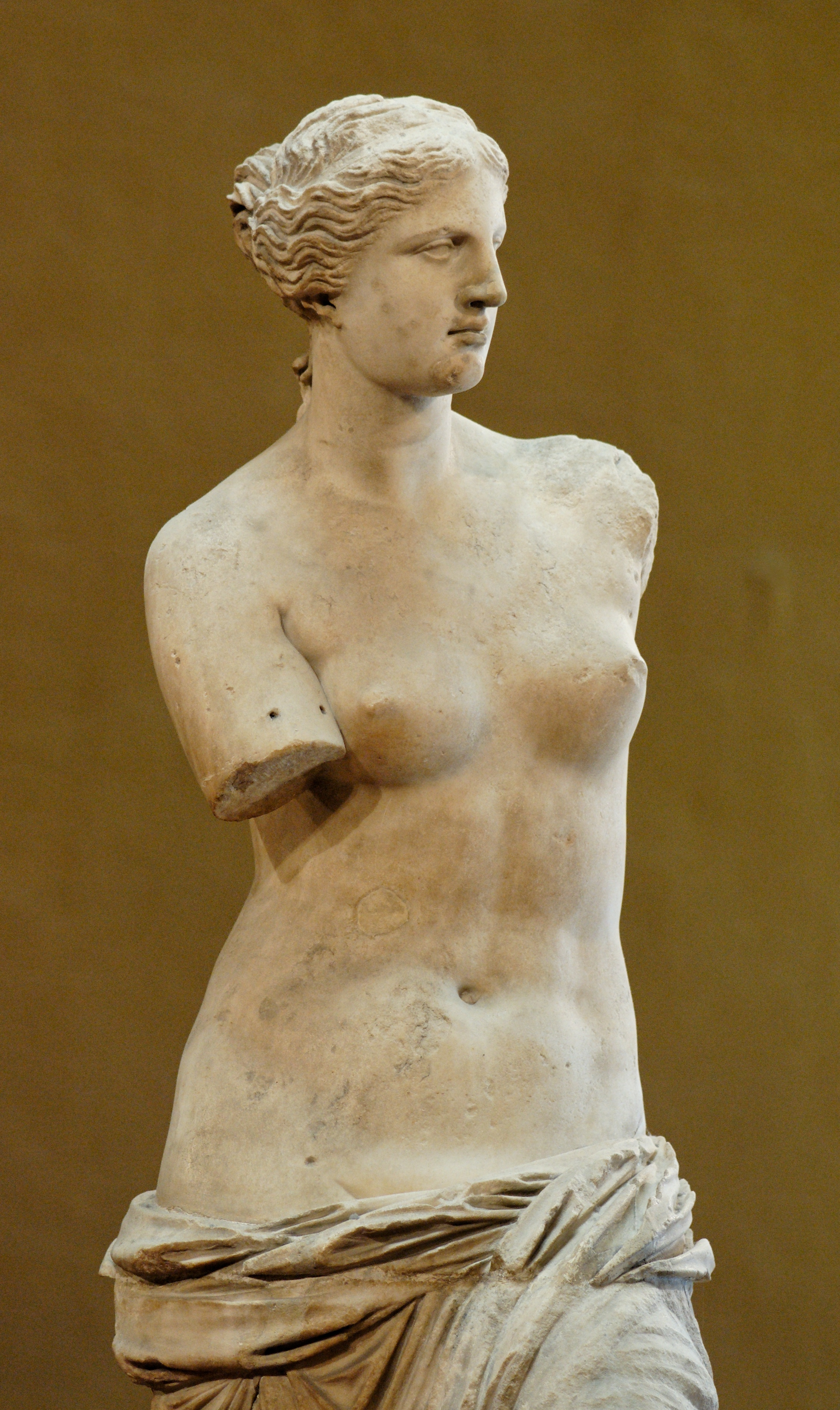
La Venus de Milo tiene un valor ICC de 0,76.

La distribución corporal de la grasa ginoide se mide como el índice cintura-cadera (ICC). Si una mujer tiene una relación cintura-cadera más baja, por lo general se le considera más favorable. Los estudios han encontrado correlaciones entre el ICC y los niveles de cociente intelectual (CI). Se descubrió no sólo que las mujeres con un ICC más bajo (que indica niveles más altos de grasa ginoide) tenían niveles más altos de CI, sino también que un ICC bajo en las madres se correlacionaba con niveles más altos de CI en sus hijos.
La distribución de la grasa androide también está relacionada con el ICC, pero es opuesta a la grasa ginoide.
La relación entre la grasa ginoide y la grasa androide de una mujer se utiliza para medir su ICC, donde cuanto menor sea el ICC, mayor será la relación entre la grasa ginoide y la grasa androide. Las investigaciones sobre la atracción humana sugieren que las mujeres con mayores niveles de distribución de grasa ginoide son percibidas como más atractivas. El ICC está relacionado con varios marcadores de salud y fertilidad, por ejemplo, un ICC alto se correlaciona con: una baja proporción de estrógeno/testosterona (esto significa que una mujer tiene un cuerpo más en forma de «T»); una proporción alta también se correlaciona con problemas del sistema circulatorio como ataques cardíacos y accidentes cerebrovasculares; más enfermedades (por ejemplo, cáncer); y es un signo general de mayor edad y, por lo tanto, menor fertilidad, lo que respalda la importancia adaptativa de un WHR atractivo. Esta ventaja de ser más fértil ha sido apoyada por diversos estudios, por ejemplo estudios de inseminación artificial con donantes de esperma, donde el mejor predictor de éxito es un ICC bajo. De manera similar, un ICC alto se ha asociado con un deterioro en la tasa de embarazo en mujeres con transferencia de embriones por FIV (fecundación in vitro) debido a los niveles más altos de distribución de grasa androide. Estudios posteriores también han descubierto que la terapia de reemplazo de estrógeno en mujeres reduce el ICC en mujeres pre y posmenopáusicas, y que esto se debe a que la terapia de reemplazo de estrógeno mantiene la distribución de grasa ginoide en el cuerpo.

### Cirugía estética
La liposucción puede dar la ilusión de una distribución diferente de la grasa ginoide. Otros ejemplos incluyen la cirugía de microinjerto, que implica la deposición de tejido adiposo, previamente tomado de la cintura, en los glúteos. Con esto se consigue una vez más el ICC reducido y la forma femenina «en forma de pera» o «de reloj de arena».

### Diferencias culturales
No hay evidencia suficiente que sugiera que existen diferencias significativas en la percepción del atractivo entre culturas.
Las mujeres consideradas más atractivas están todas dentro del rango de peso normal, con una índice cintura/cadera (ICC) de aproximadamente 0,7, independientemente del índice de masa corporal (IMC), y este hallazgo puede verse como consistente entre hombres y mujeres jóvenes indonesios, chinos, blancos y afroestadounidenses. Los psicólogos han argumentado que los procesos de selección evolutiva han facilitado esta relación entre la RCC y el atractivo femenino, lo que ha dado lugar a un consenso que parece trascender las fronteras culturales.

## Problemas de salud
La grasa ginoide no está asociada con efectos tan graves para la salud como la grasa androide. La grasa ginoide es un factor de riesgo menor de enfermedad cardiovascular que la grasa androide. Sin embargo, el exceso de grasa corporal es la principal fuente de estrógeno en el cuerpo y, por lo tanto, niveles particularmente altos de grasa ginoide pueden aumentar el riesgo de desarrollar cáncer de mama.